# Schwellentäter
Als Schwellentäter, auch Mehrfachtäter werden in der Kriminologie solche Kinder und Jugendliche bezeichnet, bei denen sich spätere intensivkriminelle Karrieren schon frühzeitig im Kindergarten oder in der Grundschule abzeichnen. Sie werden auch Risikokinder genannt. 
Erfasst werden Auffälligkeiten wie Disziplinverstöße, Unpünktlichkeit, regelmäßiges Schwänzen des Schulunterrichts, geringe Selbstbeherrschung, Gewalttätigkeiten und die Einbindung in sozial negativ auffällige Jugendgruppen und Banden. Als Schwellentäter werden aber auch solche erwachsenen Straftäter bezeichnet, die erst an der Schwelle zum Intensivtäter stehen. Es reicht hinsichtlich Art und Anzahl der Delikte aber noch nicht für eine Eingruppierung als Intensivtäter.
Schwellentäter sind bereits mehrfach polizeilich in Erscheinung getreten. Die Qualität der Tatbegehung hat ihre besondere Bedeutung im Bereich der Gewalt-, Eigentums- oder Betäubungsmittelkriminalität. Die Quantität der Straftaten sowie die soziale Lebenssituation der Täter führen zu einer Negativprognose (Wiederholungsgefahr), sodass die weitere kriminelle Karriere sich zu verfestigen droht.
Die für das Sicherheitsrecht zuständigen Bundesländer haben eigene Programme zur allgemeinen Vorbeugung, Strafverfolgung und Rückfallverhütung (Prävention) für Schwellentäter erarbeitet. Daneben gibt es auch lokale Lösungsansätze wie etwa das von der Berliner Strafrichterin Kirsten Heisig initiierte Neuköllner Modell.